# Волокитина, Ксения Ивановна
Ксе́ния Ива́новна Волоки́тина (25 марта 1922, село Шубное, Воронежская губерния — 5 ноября 2001, село Шубное, Воронежская область) — передовик сельскохозяйственного производства, телятница. Герой Социалистического Труда (1971).

## Биография
Родилась 25 марта 1922 года в крестьянской семье в селе Шубное Коротоякского уезда Воронежской губернии (сегодня — Острогожский район Воронежской области). С 1940 года работала в колхозе «Первое мая» Острогожского района.
За выдающиеся достижения в животноводстве была удостоена в 1971 году звания Героя Социалистического Труда.
В 1977 году вышла на пенсию и проживала в родном селе до своей кончины в 2001 году.

## Награды
- Герой Социалистического Труда — указом Президиума Верховного Совета СССР от 8 апреля 1971 года
- Орден Ленина (1971).